# 技術書典
技術書典（きじゅつしょてん）は、ITや機械工作とその周辺領域について書いた本を対象にした同人誌即売会。 技術者たちの「コミケ」とも言われる。運営はテックベース合同会社。
技術書典は2016年6月25日に、秋葉原通運会館で第1回が開催された。初回はコンセプト実証型の開催だったが、初回から1,400人を集め整理券が発行される盛況があり、以降開催規模を拡大。オフラインでの来場者は第5回、第7回と1万人を記録した。 第5回では7,500万円ほどの同人誌が頒布された。12回開催時点でWebサイトに登録しているユーザーは約37,000人、同人誌を制作・販売している出展者は1,000サークルほどの規模になっている。

## 開催記録
出典
| 回次       | 日時                            | 会場                                                                                                   |
| ---------- | ------------------------------- | --- |
| 技術書典   | 2016年6月25日                   | 秋葉原通運会館                                                                                         |
| 技術書典2  | 2017年4月9日                    | アキバ・スクエア                                                                                       |
| 技術書典3  | 2017年10月22日                  | アキバ・スクエア                                                                                       |
| 技術書典4  | 2018年4月22日                   | アキバ・スクエア                                                                                       |
| 技術書典5  | 2018年10月8日                   | 池袋サンシャインシティ                                                                                 |
| 技術書典6  | 2019年4月14日                   | 池袋サンシャインシティ                                                                                 |
| 技術書典7  | 2019年9月22日                   | 池袋サンシャインシティ                                                                                 |
| 技術書典8  | 2020年2月29日、3月1日           | 池袋サンシャインシティ                                                                                 |
| 技術書典9  | 2020年9月12日 - 2020年9月22日   | 技術書典オンラインマーケット（オンライン開催）                                                         |
| 技術書典10 | 2020年12月26日 - 2021年1月6日   | 技術書典オンラインマーケット（オンライン開催）                                                         |
| 技術書典11 | 2021年7月10日 - 2021年7月25日   | 技術書典オンラインマーケット（オンライン開催）                                                         |
| 技術書典12 | 2022年1月22日 - 2022年1月30日   | 技術書典オンラインマーケット（オンライン開催）                                                         |
| 技術書典13 | 2022年9月10日 - 2022年9月25日   | 技術書典オンラインマーケット（オンライン開催）/ 池袋サンシャインシティ（オフライン開催、9月11日のみ）  |
| 技術書典14 | 2023年5月20日 - 2023年6月4日    | 技術書典オンラインマーケット（オンライン開催）/ 池袋サンシャインシティ（オフライン開催、5月21日のみ）  |
| 技術書典15 | 2023年11月11日 - 2023年11月26日 | 技術書典オンラインマーケット（オンライン開催）/ 池袋サンシャインシティ（オフライン開催、11月12日のみ） |
| 技術書典16 | 2024年5月25日 - 2024年6月9日    | 技術書典オンラインマーケット（オンライン開催）/ 池袋サンシャインシティ（オフライン開催、5月26日のみ）  |
| 技術書典17 | 2024年11月2日 - 2024年11月17日  | 技術書典オンラインマーケット（オンライン開催）/ 池袋サンシャインシティ（オフライン開催、11月3日のみ）  |